# Cătălin Răcănel
Cătălin-Pantele Răcănel (* 23. September 1976 in Bukarest) ist ein ehemaliger rumänisch-deutscher Fußballspieler und derzeitiger -trainer.

## Karriere
Răcănel wuchs bei seinen Eltern in seiner Heimatstadt Bukarest auf. 1990 nahm sein Verein Viitorul Bukarest an einem Jugendturnier in Frankreich teil. Auf der Rückfahrt nach Rumänien hielt der Reisebus in Saarbrücken, wo Răcănels Onkel und Tante lebten. Diese luden ihn ein, zwei Ferienwochen bei ihnen zu verbringen und überzeugten ihn später davon, nicht mehr nach Rumänien zurückzukehren. Răcănel blieb in Deutschland und spielte in der Jugend für die SG Erbach und den FC 08 Homburg. Seine erste Station im Herrenbereich war der Regionalligist Borussia Neunkirchen, mit dem er 1996 aus der Regionalliga West/Südwest abstieg. Nach vier Jahren folgte der Wechsel zur SV Elversberg. Nach nur einem Jahr wechselte er zum Staffelkonkurrenten Eintracht Trier, für den er in den beiden folgenden Jahren 34 Spiele absolvierte und dabei zwei Tore schoss. Zur Saison 2001/02 wurde er vom Bundesligaaufsteiger FC St. Pauli verpflichtet. Hier konnte er sich nicht durchsetzen und kam in der Bundesliga nur zu sieben Einsätzen. Nach weiteren sieben Spielen in der folgenden Saison in der 2. Bundesliga ging er zurück zu Eintracht Trier. Dort konnte sich Răcănel einen Stammplatz erkämpfen und kam in den beiden folgenden Jahren zu 65 Einsätzen, in denen er 13 Tore erzielte. Nach dem Abstieg von Eintracht Trier wechselte zu LR Ahlen, wo er auf 28 Spiele und ein Tor kam. Nach dem erneuten Abstieg aus der 2. Bundesliga ging er in die viertklassige Oberliga Nordost zum FC Sachsen Leipzig. Nach zwei Jahren, in denen er in 40 Spielen fünf Tore erzielen konnte, wechselte er zu Beginn der Saison 2008/09 zum 1. FC Magdeburg. Hier wurde er sofort Stammspieler und spielte in 33 der 34 Spiele mit, in denen er vier Tore erzielte. In der darauffolgenden Spielzeit brachte er es auf 27 Einsätze mit einem Tor. Răcănels Vertrag beim 1. FC Magdeburg wurde zum Saisonende 2010 nicht verlängert. Zur Saison 2011/12 kehrte Răcănel wieder zu Borussia Neunkirchen zurück. Zum Ende der Saison 11/12 beendete er seine Profikarriere. 2012 war er für insgesamt drei Monate Trainer von Borussia Neunkirchen. Seitdem war er als Spieler und Trainer für den SV Rot-Weiss Türkgücü Wittlich, die SG Niederkail und aktuell für den FV Oberbexbach unterklassig aktiv.

## Sonstiges
Răcănel legte 2005 seine rumänische Staatsbürgerschaft ab, nachdem er vorher deutscher Staatsbürger geworden war.